# Jackalope

Beeld van een jackalope in South Dakota

Een jackalope is een fictief dier dat vooral voorkomt in Noord-Amerikaanse folklore. In de meeste verhalen wordt het omschreven als een haas of konijn met een gewei en in sommige gevallen de staart van een fazant. De naam jackalope is een porte-manteau van "jackrabbit" (de Engelse benaming voor de echte haas) en "antalope", een oudere spelling van het Engelse woord voor antilope.

## Uiterlijk en gedrag
De verhalen over de jackalopes bevatten veel verschillende varianten over hoe het dier eruit zou zien en zich zou gedragen. Zo zouden ze erg schuw zijn tenzij men ze bewust benadert. Hun melk zou bruikbaar zijn voor verschillende medische doeleinden. Jackalopes zouden volgens sommige verhalen in staat zijn veel verschillende geluiden, waaronder een menselijke stem, te imiteren.

## Oorsprong

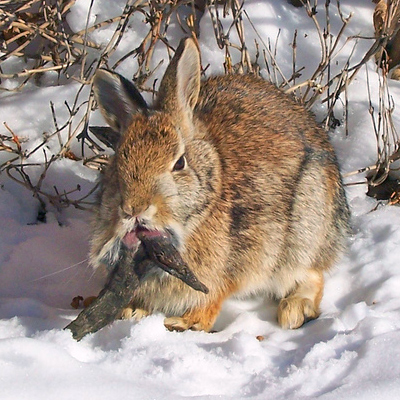
Konijn met het papillomavirus

De verhalen over jackalopes zijn mogelijk gebaseerd op documentaties van konijnen die waren geïnfecteerd met het papillomavirus, een aandoening die zorgt voor de groei van hoornachtige tumoren op verschillende plekken van het lichaam. Het concept van een fabeldier dat bestaat uit een samenstelling van meerdere echt bestaande dieren is echter al veel ouder. Reeds in de Griekse en Egyptische Mythologie kwamen dergelijke wezens voor, zoals de chimaera. Jackalopes hebben ook wat weg van de Duitse Wolpertinger.
De oorsprong van de jackalopeverhalen zou in het plaatsje Douglas in de Amerikaanse staat Wyoming liggen. Deze plaats staat daarom tegenwoordig ook bekend als “het thuis van de jackalopes”. In 1965 liet de staat de naam jackalope officieel vastleggen.